# Dərya Zamanova
Dərya Zamanova (ur. 30 kwietnia 1987) – azerska siatkarka, grająca jako przyjmująca. Obecnie występuje w drużynie Azerrail Baku.

## Kluby
| Klub          | Kraj        | Od        | Do        |
| Azerrail Baku | Azerbejdżan | 2006–2007 | 2009–2010 |
| VC Shirvan    | Azerbejdżan | 2010–2011 | 2010–2011 |
| Azerrail Baku | Azerbejdżan | 2011–2012 | ...       |

## Sukcesy
- Mistrzostwa Azerbejdżanu
  -  2007, 2008